# Йохансен, Роар
Ро́ар Йоха́нсен (норв. Roar Johansen; 8 июля 1935, Фредрикстад, Эстфолл — 23 октября 2015, Фредрикстад, Эстфолл) — норвежский футболист, играл на позиции защитника. Всю карьеру играл за «Фредрикстад», с которым выиграл 6 национальных титулов.

## Биография

### Клубная карьера
Йохансен всю карьеру играл за «Фредрикстад», с которым выиграл три чемпионских титула и три Кубка Норвегии. В составе этого клуба он сыграл 15 сезонов, сыграв в чемпионате страны 190 матчей, в которых забил 5 голов. В этом же клубе он завершил карьеру в 1967 году в возрасте 32 лет.

### Карьера в сборной
За сборную Норвегии сыграл 61 матч, в которых не забил ни одного мяча.

### Смерть
Скончался 23 октября 2015 года в Фредрикстаде в возрасте 80 лет из-за проблем со здоровьем.

## Достижения
«Фредрикстад»
- Чемпион Норвегии (3) : 1956/57, 1959/60, 1960/61
- Обладатель Кубка Норвегии (3) : 1957, 1961, 1966